# Wilber Morris
Wilber Morris (Los Angeles, 27 november 1937 - Livingston, 8 augustus 2002) was een Amerikaanse jazzbassist en orkestleider.

## Biografie
Morris speelde als kind op de drums. In 1954 ging hij naar de United States Air Force, waar hij bleef tot 1962 en wisselde naar de contrabas. Tijdens deze periode speelde hij in San Francisco met muzikanten als Pharoah Sanders en Sonny Simmons. Vervolgens keerde hij terug naar Los Angeles, waar hij werkte met Horace Tapscott en Arthur Blythe. In 1978 verhuisde hij naar New York, waar hij speelde bij Billy Bang en David Murray (in het bijzonder in diens octet). In zijn eigen trio speelden Dennis Charles en de saxofonist Charles Tyler, die later werd vervangen door David Murray.
In 1983 ontstond bij DIW Records het album Wilber Force. Later werkte hij met Joe McPhee, Charles Gayle, Butch Morris, John Fischer, Theo Jörgensmann, Alfred Harth, Claude Lawrence, William Parker, Alan Silva, Burton Greene en Rashied Ali. In 2000 bracht hij nog het duoalbum Drum String Thing uit met de drummer Reggie Nicholson bij CIMP Records. In 1996 formeerde hij samen met Thomas Borgmann en Dennis Charles het BMC-trio. Na het overlijden van Charles in 1998 werd daaruit het BMN-trio met als drummer Reggie Nicholson. Het BMC/BMN-trio had in totaal zes cd's, een lp en twee dubbel-lp's ingespeeld.

## Privéleven en overlijden
Wilber Morris overleed in augustus 2002 op 64-jarige leeftijd en liet een vrouw (Nanae) en drie kinderen achter. Zijn jongere broer was de muzikant Butch Morris.
- Bibliothèque nationale de France: cb140660112 (data)
- Gemeinsame Normdatei: 135088712
- International Standard Name Identifier: 0000 0000 5515 4411
- Library of Congress Control Number: no98028339
- MusicBrainz: c6f9002d-d061-4dee-9a35-a3a72a77ae22
- Nationale Bibliotheek van Israël: 987007345649505171
- Système universitaire de documentation: 160319749
- Virtual International Authority File: 2676048
- WorldCat: E39PBJcR6VWBXYVXMjgTrr8grq